# Alsataspididae
Az Alsataspididae a háromkaréjú ősrákok (Trilobita) osztályának az Asaphida rendjéhez, ezen belül a Trinucleoidea öregcsaládjához tartozó család.

## Rendszerezés
A családba az alábbi nemek tartoznak:
- Ajrikina
- Alataupleura
- Araiopleura
- Calycinoidia
- Caputrotundum
- Clavatellus
- Falanaspis
- Hapalopleura
- Huamiaocephalus
- Jegorovaia
- Jiangxiaspis
- Orometopus
- Pagometopus
- Palquiella
- Paracalymenemene
- Plesioparabolina
- Pyrimetopus
- Rhadinopleura
- Seleneceme
- Sibiriopleura
- Skljarella
- Spirantyx
- Trigocephalus
- Zacompsus
- Yumenaspis